# Gruemberger (cràter)
Gruemberger és un antic cràter d'impacte situat en la part sud de la Lluna. Quan es veu des de la Terra presenta una forma ovalada a causa de l'escorç, però en realitat és relativament circular.
El cràter es troba a uns 25 quilòmetres al nord-nord-oest del major i més prominent cràter Moretus. El cràter Cysatus, més petit, envaeix la vora oriental de Gruemberger. A una distància d'un diàmetre i mig del cràter cap al nord es troba el gran cràter Clavius.

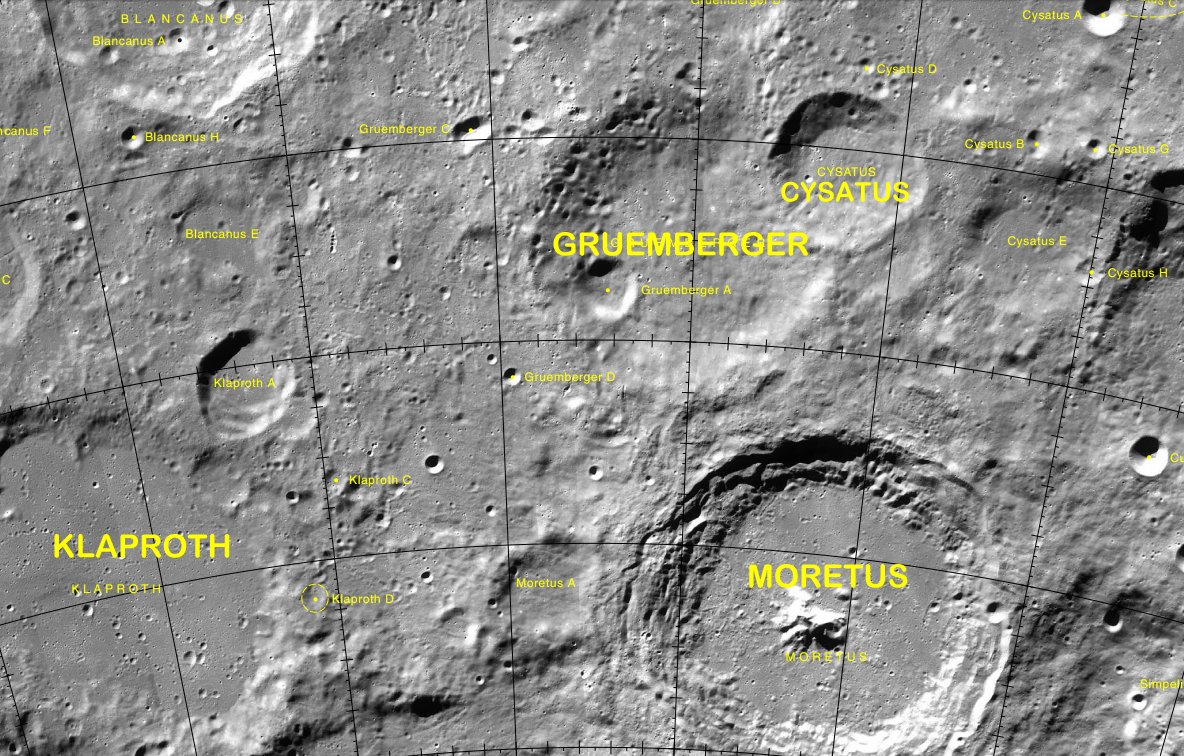
Localització de Gruemberger (centre de la imatge)
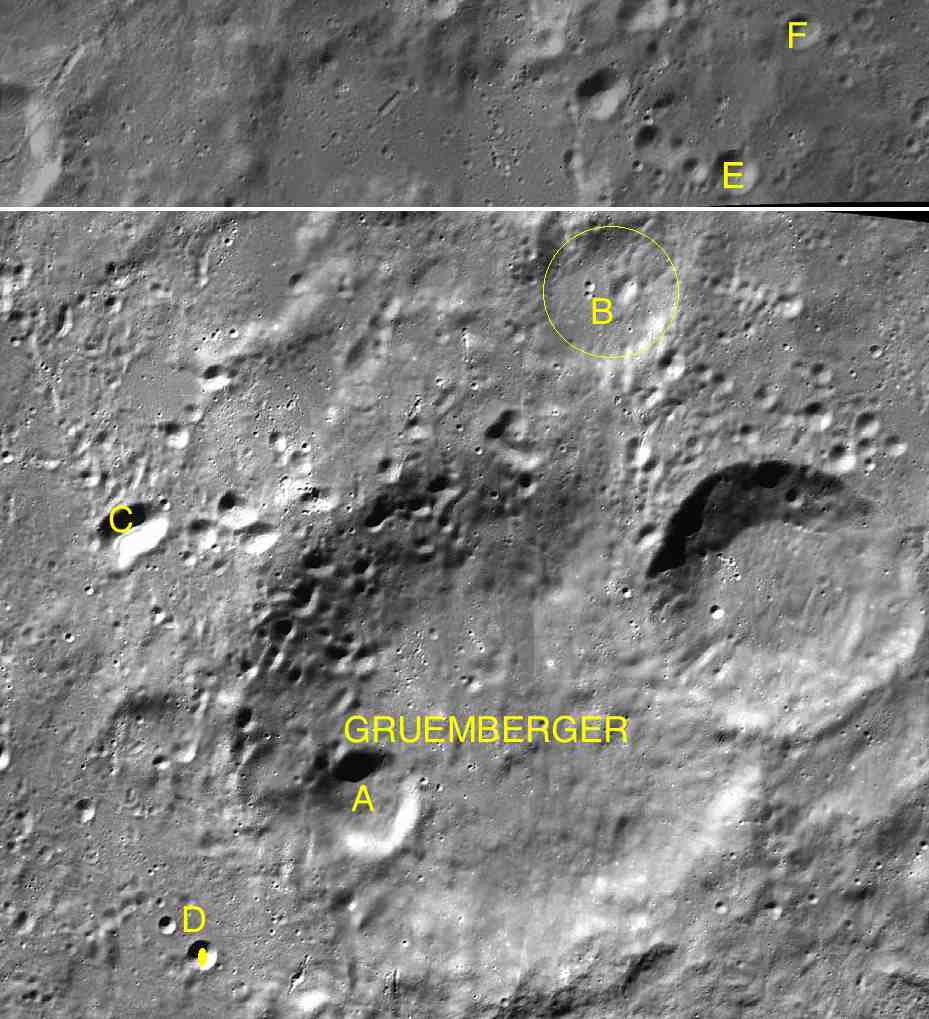
Cràters satèl·lit

Aquest cràter ha estat sotmès a l'erosió constant d'impactes menors, per la qual cosa els seus perfils al llarg de la vora i de la paret interior apareixen suavitzats i arrodonits. Impactes significatius als voltants del cràter han cobert el sòl i els costats amb material ejectat, amb una multitud de petits cràters al llarg de la paret interior.
El cràter satèl·lit Gruemberger A se situa a l'interior del cràter principal, al costat del sector oest-sud-oest de la paret interior.

## Cràters satèl·lit
Per convenció, aquests elements són identificats als mapes lunars posant la lletra al costat del punt mitjà del cràter que està més prop de Gruemberger.
| Gruemberger | Coordenades                          | Diàmetre |
| ----------- | ------------------------------------ | -------- |
| A           | 67° 12′ S, 11° 48′ O / 67.2°S,11.8°O | 20 km    |
| B           | 64° 36′ S, 9° 00′ O / 64.6°S,9.0°O   | 31 km    |
| C           | 65° 54′ S, 15° 18′ O / 65.9°S,15.3°O | 13 km    |
| D           | 68° 06′ S, 14° 24′ O / 68.1°S,14.4°O | 5 km     |
| E           | 63° 36′ S, 7° 06′ O / 63.6°S,7.1°O   | 9 km     |
| F           | 62° 54′ S, 6° 18′ O / 62.9°S,6.3°O   | 7 km     |